# Louis H. Bauer
Louis Hopewell Bauer (18 de juliol de 1888 – 2 de febrer de 1964) va ser Doctor de Medicina estatunidenc que va fundar l'Associació Mèdica Aeroespacial en el 1929. El Dr. Bauer va ser el primer director mèdic de la Branca Aeronàutica del Departament de Comerç que es va convertir en l'Administració Federal d'Aviació dels Estats Units (FAA).

## Carrera
Va ser comandant de l'Escola de Medicina d'Aviació entre 1919 i 1925. Durant el 1926, va establir una secció mèdica a l'Oficina de Comerç Aeri, al Departament de Comerç. El 7 d'octubre de 1929, Bauer va fundar l'Associació Mèdica Aèrea dels Estats Units.
També va fundar la revista Journal of Aviation Medicine, la predecessora de l'actual revista Aviation, Space, and Environmental Medicine. El primer número d'aquesta revista va ser publicada al març de 1930. Bauer va ser editor de la revista durant 25 anys.
Bauer va ser President i President del Consell d'Administració de l'Associació Mèdica Nord-americana i líder de l'Associació Mèdica Mundial.

## Vida personal
Estava casat amb Helena Meredith Bauer que era una treballadora social de l'Hospital General de Massachusetts. Junts van tenir un fill, Charles Theodore Bauer, nascut el 3 de març de 1919. Va ser cofundador i president de l'AIM Management Group.

## Premi Louis Bauer
El premi Louis Bauer és atorgat per l'Associació Mèdica Aeroespacial. Es dona en honor de Bauer, que va ser el fundador de l'AMA. Es concedeix cada any "per la contribució més important en medicina aeroespacial".